# Лобанов-Ростовский, Дмитрий Иванович
Князь Дми́трий Ива́нович Лоба́нов-Росто́вский (20 сентября (1 октября) 1758 — 25 июля (6 августа) 1838) — генерал от инфантерии из рода Лобановых-Ростовских, министр юстиции Российской империи (1817—1827), член Государственного совета.
Сын И. И. Лобанова-Ростовского и Е. А. Куракиной; брат Александра и Якова Лобановых-Ростовских.

## Ранняя карьера
В 1772 году был записан сержантом в лейб-гвардии Семёновский полк. Службу начал в 1779 году прапорщиком гвардии. В 1783 году переведен в армию подполковником. Участвовал в завоевании Крыма, состоял дежурным офицером при генерале князе Ю. В. Долгорукове. Во время русско-турецкой войны 1787—1791 годов, командуя батальоном Лифляндского егерского корпуса, а затем эскадроном Ахтырского легкоконного полка, отличился при взятии Очакова и Измаила, где был тяжело ранен. За отличия награждён орденом Святого Георгия 4-й степени.
С 1789 года состоял командиром Апшеронского пехотного полка. Прославился своей храбростью в сражении при Мачине 28 июня 1791 года и был награждён орденом Св. Георгия 3-й степени. Отличился во время военных действий в Польше в 1792 и в 1794 годах. Во время польской кампании Д. И. Лобанов-Ростовский за отвагу, проявленную при штурме Праги в 1794 году, был представлен А. В. Суворовым к ордену Св. Владимира 3-й степени и чину бригадира, а также получил от главнокомандующего золотую шпагу с надписью «За храбрость».
С 1796 года — шеф Псковского мушкетерского полка. С 1797 года военный губернатор Архангельска и шеф полка своего имени. Получил от Павла I командорство Мальтийского ордена с 400 душ в Московской губернии. 27 декабря 1797 в чине генерал-лейтенанта уволен в отставку. Жил в имении, занимался сельским хозяйством.

## Наполеоновские войны
В 1806 году был возвращен на службу и сформировал в Твери 17-ю пехотную дивизию. Прибыл с дивизией в армию генерала Беннигсена под Тильзит. 
В 1807 году Лобанову-Ростовскому было поручено проведение переговоров о перемирии с маршалом Бертье и императором Наполеоном. Участвовал в переговорах, предшествовавших заключению Тильзитского мира, который и подписал от имени России вместе с двоюродным братом князем Куракиным, за что получил шутливое прозвище «князь мира». В день подписания мира Александр I пожаловал Дмитрию Ивановичу чин генерала от инфантерии и наградил его орденом Св. Александра Невского «за отличное усердие к службе и труды, подъятые им на пользу Отечества при заключении с французами благополучного для России мира». От Наполеона он получил подарки и большой крест ордена Почётного легиона. 
С 1 января 1808 года по 2 февраля 1809 года управлял Петербургом в качестве военного губернатора.
23 мая 1809 года вновь вернулся в армию и был направлен в корпус генерала князя С. Ф. Голицына (Галицийский поход князя Голицына). 
С декабря 1810 года — Лифляндский, Эстляндский и Курляндский генерал-губернатор и рижский военный губернатор. Усилил рижский гарнизон, укрепил крепость Динамюнде.
С началом Отечественной войны 1812 года назначен воинским начальником на территории от Ярославля до Воронежа. К сентябрю 1812 сформировал 8 пехотных и 4 егерских полка, составивших 2 пехотных дивизии. 
1 марта 1813 года Лобанов-Ростовский был назначен Александром I главнокомандующим Резервной армией . К середине марта 1813 года он направил в действующую армию 37 484 человек подготовленных резервов . Его армия 25 мая 1813 года объединена была с корпусом генерала Д. С. Дохтурова в ополченскую армию генерала П. А. Толстого. К исходу 1813 года блокада Модлина и  Замостья силами Резервной армии привела «к капитуляции обеих крепостей» . В письме от 14 апреля 1815 года Лобанов-Ростовский докладывал   А.И. Горчакову цифры численности Резервной армии , которая к тому времени достигла «небывалой мощи» и составила 325 тыс. человек .

## Гражданская служба

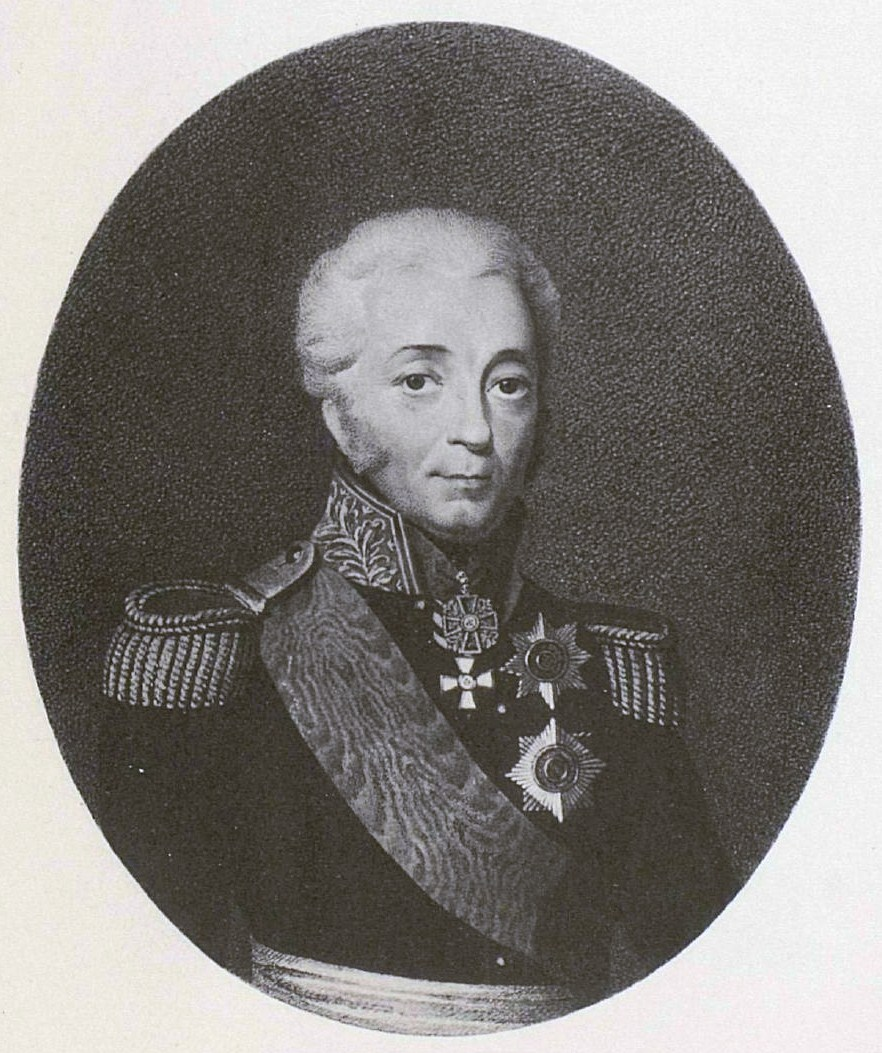
Д. И. Лобанов-Ростовский

С 16 декабря 1813 года назначен членом Государственного совета. В январе 1817 года Лобанову-Ростовскому поручено было возглавить комиссию, расследовавшую злоупотребления в Провиантском департаменте за период 1812—1815 годов. С 25 августа 1815 года назначен министром юстиции. Как ядовито заметил мемуарист Вигель, по настоянию Аракчеева «весы правосудия… вручили разъярённой обезьянине, которая кусать могла только невпопад».
В 1822 году Александр I предложил Лобанову-Ростовскому возглавить Военное министерство, однако тот отказался, ссылаясь на преклонный возраст. В день коронации Николая I Дмитрий Иванович был награждён алмазными знаками ордена Св. Андрея Первозванного. В 1826 году исполнял обязанности генерал-прокурора в Верховном уголовном суде по делу о восстании на Сенатской площади. Дмитрий Иванович, давно страдавший от ран и старости, получил наконец долгожданную отставку 18 октября 1827 года, оставаясь, однако, до конца своей жизни членом Государственного совета.
Скончался холостым 25 июля 1838 года и был похоронен на берегу реки Невы близ Фарфорового завода. При нём жило четверо воспитанников, которые в 1820 году получили дворянство и фамилию Дмитревских.

## Личные качества
«Нетерпеливый, бешеный» (по отзыву Вигеля) Д. И. Лобанов-Ростовский имел в высшем свете немало врагов, которые зло высмеивали его низкий рост и предполагаемое происхождение от связи матери с каким-то калмыком:

В насмешку над кривлявою заносчивостью своею, получил прозвание «князя мира»; никогда ещё ничтожество не бывало самолюбивее и злее, как в этом сокращённом человеке, в этом сердитом карле, у которого на маленькой калмыцкой харе резко было начертано грехопадение, не знаю, матери или бабки его.— «Записки» Вигеля
Судя по воспоминаниям сослуживцев, генерал отличался вспыльчивым характером и отвагой, но при всей своей резкости был в глубине души добрым, правдивым и сострадательным человеком. Он содержал детей некоторых своих боевых товарищей и семью капитана Бордукова, спасшего ему жизнь в одном из сражений, а капитану Сухотину выплачивал от себя пенсию.

## Военные чины
- Сержант (1772)
- Прапорщик (1779)
- Подполковник (01.04.1783)
- Полковник (21.04.1789)
- Бригадир (01.01.1795)
- Генерал-майор (28.11.1796)
- Генерал-лейтенант (07.09.1798)
- Генерал от инфантерии (27.06.1807)

## Награды
- Орден Святого Георгия 4-й степени (25.03.1791)
- Орден Святого Георгия 3-й степени (15.07.1791)
- Орден Святого Владимира 3-й степени (01.01.1795)
- Золотая шпага с надписью «За храбрость» (01.01.1795)
- Орден Святой Анны 1-й степени (28.11.1796)
- Орден Святого Александра Невского (22.07.1807)
- Бриллиантовые знаки к ордену Святого Александра Невского (01.01.1809)
- Орден Святого Владимира 1-й степени (26.03.1813)
- Орден Святого Андрея Первозванного (27.04.1814)
- Бриллиантовые знаки к ордену Святого Андрея Первозванного (22.08.1826)
- Знак отличия беспорочной службы за XL лет (22.08.1829)
- Знак отличия беспорочной службы за XLV лет (22.08.1835)

Иностранные:
- Французский орден Почётного легиона, большой крест (07.07.1807)

## В культуре
Лобанов-Ростовский упоминается в советском фильме «Суворов» (1940), где ошибочно назван генерал-аншефом. Согласно сюжету фильму, в польскую кампанию после боя под Соколкой к Суворову 5 октября 1794 года прибывает адъютант Лобанова-Ростовского поручик Мещерский, который зачитывает срочную эстафету. В ней Лобанов-Ростовский просит Суворова не позднее 6 октября 1794 года прийти на соединение с ним для атаки на польский лагерь в Соколке. Суворов высмеивает медлительность Лобанова-Ростовского, так как уже разгромил польский лагерь.